# Jeleń (gmina)
Jeleń (niem. Amtsbezirk Jelen) – dawna zbiorowa gmina wiejska (Amtsbezirk), funkcjonująca w latach 1942–1945 pod okupacją niemiecką w Polsce. Siedzibą gminy był Jeleń (Jelen).
Gmina Jeleń powstała na obszarze dotychczasowego powiatu chrzanowskiego (od 5 maja 1941 pod nazwą Landkreis Krenau), którego większą część wcielono w 1939 roku do III Rzeszy jako część rejencji katowickiej (Regierungsbezirk Kattowitz)).
Gminę Jeleń utworzono 1 stycznia 1942 z obszaru dotychczasowej gminy Jaworzno (1939–41 Landgemeinde Jaworzno). Gmina składała się z dwóch gromad (Gemeinden): Byczyna (planowana nazwa Stierwiesen) i Jeleń (planowana nazwa Langenhirschen).
Jednostka przetrwała do 1945 roku. Po wojnie zniesiona.